# Gà Hungary

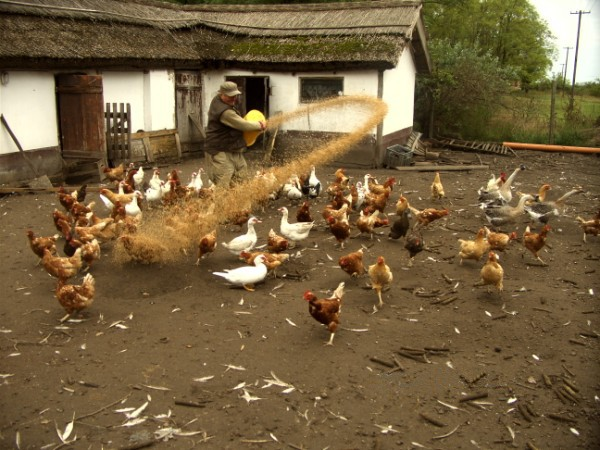
Gà lông màu Hung đang được chăn nuôi theo phương thức trang trại sinh học tại Rendek, Kerekegyháza, Hunggary

Gà lông màu Hunggary hay còn gọi là gà Hung là một giống gà lông màu có nguồn gốc từ Hungary. Chúng được nuôi để lấy thịt gà. Hiện nay, chúng đã được nhập nội vào Việt Nam và hình thành nên dòng gà VCN-Z15, tên đầy đủ là Yellow Godollo VCN-Z15 (trước kia có tên gọi là gà Zolo hay gà Hung) có nguồn gốc từ giống gà lai từ Hunggary. Giống gà này đã được Nhà nước Việt Nam công nhận là một giống vật nuôi được phép sản xuất, kinh doanh tại Việt Nam (Công nhận thông qua ba Quyết định của Bộ Nông nghiệp và Phát triển nông thôn) Hiện nay, chúng đang được nuôi tại vùng Đồng bằng sông Cửu Long.

## Tình hình
Một trong những giống gà được ưa chuộng nhất hiện nay là gà lông màu thả vườn, gà công nghiệp và một số gà lai, so với gà công nghiệp, gà thả vườn dễ nuôi, có sức chống chịu bệnh cao, có khả năng tận dụng thức ăn tốt, đặc biệt có thịt thơm, đầu tư chuồng trại thấp, phù hợp với quy mô nuôi tại các nông hộ, kể cả các vùng sâu, vùng xa Có thể nuôi gà thả vườn theo hai phương thức nuôi nhốt và nuôi thả, tùy điều kiện của người nuôi Gà lông màu chịu nhiệt và ẩm độ cao, thích ứng nhan hvới Stress của môi trường, có thể nuôi công nghiệp, bán công nghiệp, chăn nuôi thả vườn.
Nuôi gà lông màu Hung-ga-ri đang được thực hiện tại vùng Đồng bằng sông Cửu Long, giống gà có thể thích nghi tốt trong môi trường sinh thái khác nhau, việc nuôi gà lông màu Hung-ga-ri ở Việt Nam với chi phí thấp nhưng mang lại hiệu quả. Viện Chăn nuôi Gia cầm và Bảo tồn Gen Hung-ga-ri (MGE) đã xây dựng dự án NEFE với sự tài trợ của Bộ Ngoại giao Hung-ga-ri của Nghiên cứu Phát triển Gia cầm (PRD) trong điều kiện không mấy thuận lợi của vùng Đồng bằng sông Cửu Long, giống gà lông màu Hung-ga-ri là giống gà tiềm năng cho vùng Đồng bằng sông Cửu Long. Sau những nỗ lực trong năm vừa qua, loài gà này có thể thích nghi và tăng trưởng tại tỉnh Trà Vinh trong đó có Tập đoàn Mỹ Lan.

## Phát triển
Viện Chăn nuôi Việt Nam đã phát triển giống gà kiêm dụng VT.1 là con lai giữa gà VCN-Z15 với gà Lương Phượng, gà mái trưởng thành, quần thể gà có màu lông đồng nhất với toàn thân lông có màu nâu đậm hơi đốm vàng. Chân nhỏ có da chân vàng, gà có mào đơn và tích tai màu trắng bạc. Gà có khối lượng gà mái khi vào đẻ đạt 1850-1900g. Tuổi đẻ trứng bói lúc 21 tuần tuổi. Năng suất trứng đạt 185-190 quả, tỷ lệ đẻ bình quân đạt 52%. Khối lượng trứng đạt 50g và trứng có vỏ màu trắng phớt hồng, tiêu tốn thức ăn/10 trứng là 2,5 kg. Được sử dụng làm gà mái nền rất tốt cho lai với các giống gà nội tạo gà thả vườn chất lượng cao.